# Dudley Herschbach
Dudley R. Herschbach (San José, EUA 18 de juny de 1932) és un matemàtic, químic i professor universitari estatunidenc guardonat amb el Premi Nobel de Química l'any 1986.

## Biografia
Va estudiar a la Universitat Stanford, on es graduà el 1954 i 1955 respectivament en matemàtiques i química. Posteriorment es doctorà en química a la Universitat Harvard l'any 1958, i inicià la seva tasca docent en fisicoquímica a la Universitat de Berkeley, per retornar l'any 1963 a Harvard. Des de 2005 és professor de física a la Universitat de Texas.

## Recerca científica
Al costat de Yuan T. Lee va ser un dels primers científics a adoptar la tècnica dels feixos moleculars amb fins d'investigació química. La creació l'any 1959 d'un aparell amb el qual dos feixos, cadascun d'ells format per partícules d'una mateixa substància, podien entrecreuar-se va permetre la col·lisió d'àtoms i molècules de diferents espècies, reaccionant entre si. Aquesta col·lisió va permetre observar com el producte resultant escapa del lloc en el qual es creuen els feixos. Amb l'ús d'una varietat de detectors de partícules es pot determinar l'energia dels productes de la reacció i la forma que aquesta energia es distribueix entre les diferents formes possibles, com la translació (moviment de la molècula en el seu conjunt), la vibració (oscil·lacions internes de les parts de les molècules) i la rotació.
L'any 1986 fou guardonat, juntament amb el seu col·laborador Yuan Lee i el químic canadenc John C. Polanyi, amb el Premi Nobel de Química «pel desenvolupament de la dinàmica de processos químics elementals».